# The Disappearance of Haruhi Suzumiya
The Disappearance of Haruhi Suzumiya (涼宮ハルヒの消失 Suzumiya Haruhi no shōshitsu?, "Försvinnandet av Haruhi Suzumiya") är en animerad film baserad på den fjärde light novel-boken i Haruhi Suzumiya-serien, skriven av Nagaru Tanigawa.
Filmen producerades av Kyoto Animation och hade biopremiär i Japan den 6 februari 2010, och släpptes på DVD och Blu-ray den 18 december 2010. Filmen licensierades av Bandai Entertainment i Nordamerika och Manga Entertainment i Storbritannien.